# Leiosalpinx inornata
Leiosalpinx inornata is een mosdiertjessoort uit de familie van de Leiosalpingidae. De wetenschappelijke naam van de soort is, als Alysidium inornata, voor het eerst geldig gepubliceerd in 1882 door Goldstein.